# Тензорная алгебра
Тензорной алгеброй линейного пространства {\displaystyle V} (обозначается {\displaystyle T(V)}) называется алгебра тензоров любого ранга над {\displaystyle V} с операцией тензорного умножения.
Также тензорной алгеброй называется соответствующий раздел линейной алгебры (то есть раздел, занимающийся тензорами, определёнными над одним линейным пространством, в отличие от тензорного анализа, занимающегося тензорными полями, заданными на касательном расслоении многообразия и дифференциальными соотношениями для этих полей).

## Определение
Пусть V — векторное пространство над полем K. Для любого натурального числа k определим k-ую тензорную степень V как тензорное произведение V на себя k раз:
{\displaystyle T^{k}V=V^{\otimes k}=V\otimes V\otimes \cdots \otimes V}
Таким образом, TkV состоит из всех тензоров над V ранга k. Будем считать, что T0V — это основное поле K (одномерное векторное пространство над собой).
Определим T(V) как прямую сумму TkV для всех k = 0,1,2,…
{\displaystyle T(V)=\bigoplus _{k=0}^{\infty }T^{k}V=K\oplus V\oplus (V\otimes V)\oplus (V\otimes V\otimes V)\oplus \cdots }
Умножение в T(V) определяется задаваемым тензорным произведением каноническим изоморфизмом:
{\displaystyle T^{k}V\otimes T^{\ell }V\to T^{k+\ell }V}
который потом продолжается по линейности на всю T(V). Такое умножение превращает тензорную алгебру T(V) в градуированную алгебру.

## Универсальное свойство и функториальность
Тензорная алгебра T(V) — это свободная алгебра векторного пространства V. Как и для любой другой свободной конструкции, функтор Т является левым сопряженным функтором забывающего функтора (который в данном случае отправляет К-алгебру в её векторное пространство). 
Тензорная алгебра удовлетворяет следующему универсальному свойству, которое формализует утверждение, что это наиболее общая алгебра, содержащая пространство V:
Любое линейное отображение {\displaystyle f:V\to A} пространства V над полем К в алгебру A над K может быть единственным образом продолжено до гомоморфизма алгебр {\displaystyle {\bar {f}}:T(V)\to A}. Это утверждение выражается коммутативной диаграммой:
где i — каноническое вложение V в T(V). Тензорную алгебру можно определить как единственную (с точностью до изоморфизма) алгебру, обладающую таким свойством, хотя необходимо ещё явно показать, что такая алгебра существует.
Приведенное выше универсальное свойство показывает, что тензорная алгебра функториальна, то есть T — это функтор из категории K-Vect векторных пространств над K в категорию K-Alg K-алгебр. Функториальность Т означает, что любое линейное отображение из V в W может быть единственным образом продолжено до гомоморфизма из алгебры T(V) в T(W).

## Некоммутативные многочлены
Если размерность V конечна и равна n, то тензорную алгебру можно рассматривать как алгебру многочленов над K с n некоммутативными переменными. Базисным векторам V соответствуют некоммутативные переменные, причем их умножение будет ассоциативным, дистрибутивным и K-линейным.
Заметим, что алгебра многочленов над V — это не {\displaystyle T(V)}, а {\displaystyle T(V^{*})}: однородная линейная функция на V является элементом сопряженного пространства {\displaystyle V^{*}}.

## Факторалгебры
В силу общности тензорной алгебры многие другие важные алгебры пространства V можно получить, накладывая определенные ограничения на образующие элементы тензорной алгебры, то есть строя факторалгебры от T(V). Например, так можно построить внешнюю алгебру, симметрическую алгебру и алгебру Клиффорда.

## Вариации и обобщения
Конструкция тензорной алгебры над линейным пространством естественно обобщается до тензорной алгебры над модулем M над коммутативным кольцом.
Если R — некоммутативное кольцо, можно построить тензорное произведение для любых R-бимодулей над M.
Для обычных R-модулей оказывается невозможным построить кратное тензорное произведение.